# Syringa protolaciniata
Syringa protolaciniata (Бузок першокінчастий) — це широкий вертикальний ніжний листяний кущ з фіолетово-блакитними квітками з роду бузок (Syringa) родини маслинові (Oleaceae). Природна зона поширення знаходиться на південному заході Китаю. Вид іноді використовується як декоративний чагарник.

## Опис
Syringa protolaciniata — високий вертикальний кущ висотою 0,5–3 метри. Гілки квадратні та голі. Кінцеві бутони присутні. Листя малорухливе або має голі стебла завдовжки до 2,5 сантиметрів. Листок поділений на три-дев'ять сегментів, довжиною від 1 до 4 сантиметрів і шириною 0,4 — 2,5 сантиметра. Листочки — ланцетні, еліптичні, яйцеподібні або овальні, знизу з помітними пунктиформними залозами. Кінець листа загострений або тупий, основа клиноподібна.
Квітки виростають на 2–10 сантиметрів довгими бічними волотями, часто у великій кількості на вищих ділянках гілок. Вісь суцвіття гола. Черешок тонкий, довжиною від 2 до 6 міліметрів і голий. Чашолисток завдовжки 1,5-2 міліметра і також голий. Пелюстка шириною від 1 до 2 сантиметрів, фіолетово-блакитна. Трубка пелюстки завдовжки 0,7 — 1,2 сантиметра і більш-менш циліндрична. Кінчики віночка яйцеподібні до вузько-еліптичних, розтягнуті. Тичинки жовто-зелені і знаходяться приблизно на 2 міліметри нижче горла. Плоди завдовжки 0,8 — 1,5 сантиметра, квадратні, гладкі коробочки . Syringa protolaciniata цвіте з квітня по червень, плоди дозрівають з червня по серпень.
Кількість хромосом 2n = 46.

## Поширення
Природна зона поширення знаходиться на південному заході Китаю, на сході та півдні провінції Ганьсу та на сході Цінхая . Syringa protolaciniata росте в лісах на крутих гірських схилах висотою від 800 до 1200 метрів на сухих і вологих, слабокислих і сильно лужних, піщано-суглинних або суглинних, помірно багатих поживними речовинами ґрунтах на сонячних і світло-тінистих місцях. Вид морозостійкий . Він перебуває в зоні стійкості 6b із середньорічними мінімальними температурами від -20,5 до -17,8 ° C.

## Систематика
Syringa protolaciniata — вид з роду бузку (Syringa) родини маслинових дерев (Oleaceae). Цей рід віднесено до триби маслини. Вид вперше науково описали Пітер Шоу Грін та Мей Чен Чанг у 1989 році. Родове ім'я Сирінга було обрано Карлом Ліннєм у 1753 році. Раніше, приблизно з 16-го століття, використовували назву як і бузка звичайного (Syringa vulgaris), так і європейського куща (Philadelphus coronarius). Він, ймовірно, був похідний від грецьких «сиригів», духового інструменту, який можна виготовити з трубчастих гілок.

## Використання
Бузок першокінчастий дуже рідко використовується як декоративний чагарник завдяки своїм декоративним квіткам.

## Галерея

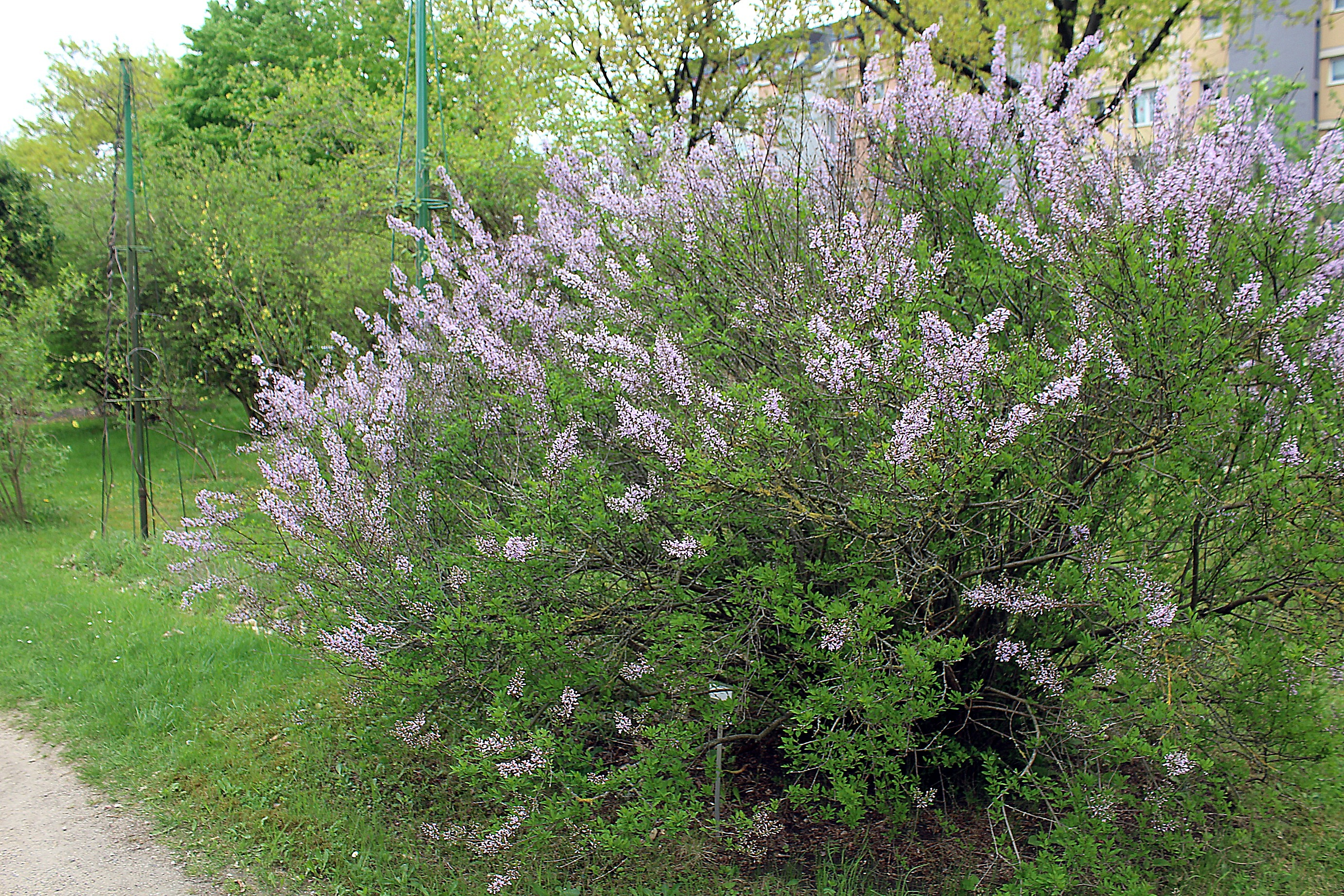
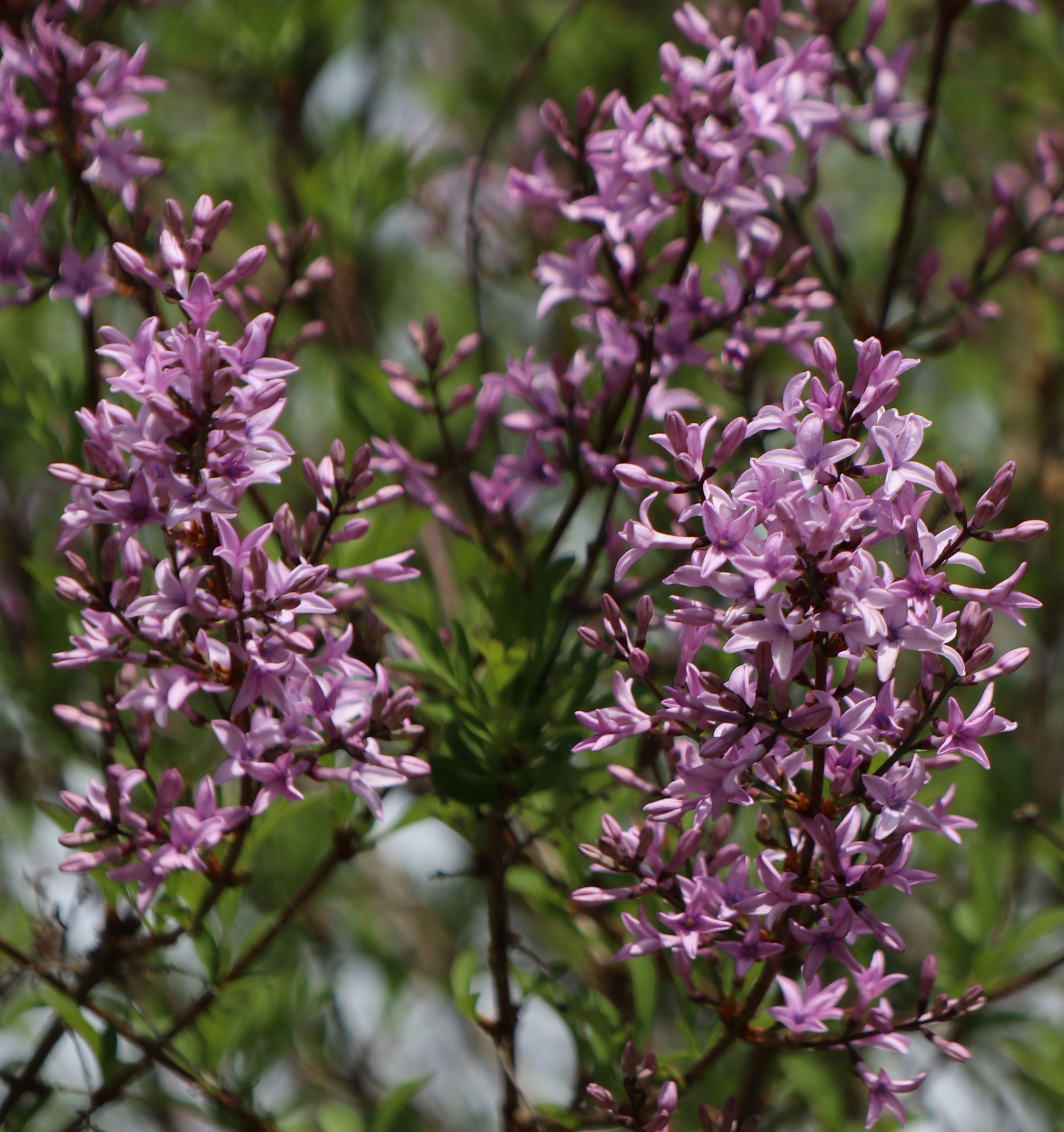
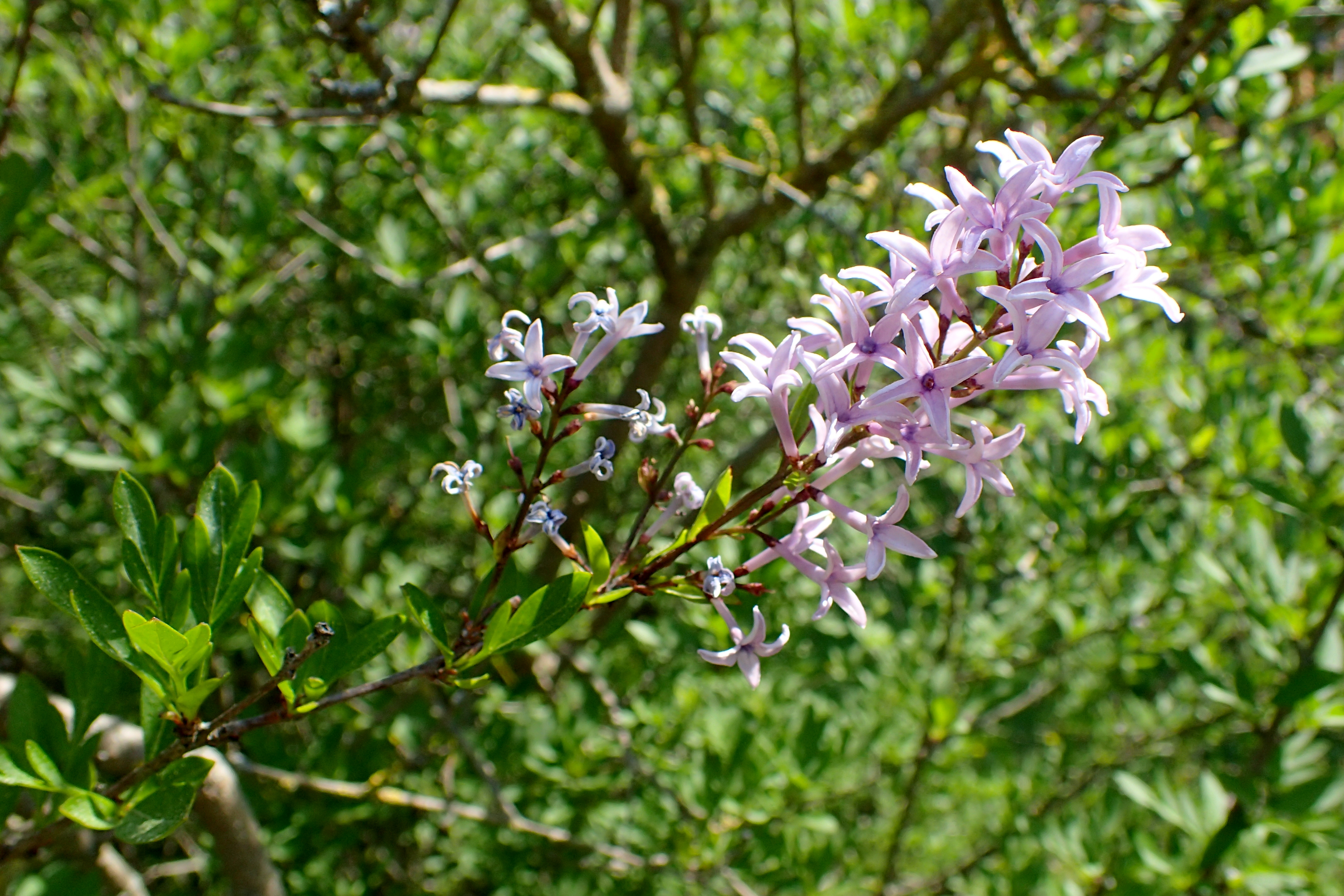